# Петко Николов (политик)
Вижте пояснителната страница за други личности с името Петко Николов.
Петко Николов е български финансист, юрист и политик.

## Биография
Николов е роден на 31 юли 1957 г. в Ботевград, Народна република България. Придобива магистърска степен по финанси от ВТУ „Св. Св. Кирил и Методий“ и по право от Софийския университет „Св. Климент Охридски“. Доктор по икономика и управление на интелектуалната собственост е на Университета за национално и световно стопанство. Специализира валутен, митнически и данъчен контрол, както и наказателноправни науки.
Професионалната си кариера започва като член на Софийската адвокатска колегия през 1988 г., има дългогодишен опит като адвокат. Председател е на Надзорния съвет на Агенцията за приватизация в периода 2001 – 2003 г.
Има четиригодишен преподавателски опит в катедра „Интелектуална собственост и трансфер на технологии“ на Софийския университет.
Николов е бил председател на Комисията за защита на конкуренцията в периода 2003 – 2016 г., на Патентното ведомство и изпълнителен директор на Националната компания „Индустриални зони“ (НКИЗ). От 9 април 2024 г. до 16 януари 2025 г. е министър на икономиката и индустрията на България в служебното правителство на Димитър Главчев.